# Babaheydar
Babaheydar (persan : باباحيدر) est une ville du district central situé dans la préfecture de Farsan dans la province du Tchaharmahal-et-Bakhtiari en Iran, à environ 50 km à l'ouest de Shahrekord. 

## Population
Lors du recensement de 2006, la population de la ville était de 10 922 habitants répartis dans 2 245 familles. 